# Mario Sabato
Mario Sabato (Buenos Aires, 15 de febrer de 1945 - 3 juny 2023) és un director de cinema argentí. Ha realitzat quinze pel·lícules durant la seva carrera. Entre les seves obres es destaca El poder de las tinieblas (1981), adaptació del famós fragment Informe sobre ciegos, que forma part de la novel·la Sobre héroes y tumbas, escrita pel seu pare Ernesto Sabato.
Es germà del difunt Jorge Federico Sabato
Com a guionista, en algunes pel·lícules va utilitzar el pseudònim d'Adrián Quiroga, com per exemple La fiesta de todos, sobre el Mundial de Futbol del 1978.
El 2010 va estrenar el documental Ernesto Sabato, mi padre, en el qual va reunir antigues filmacions familiars, moltes d'elles inèdites.

## Filmografia
Director
- Ernesto Sabato, mi padre (documental, 2010)
- India Pravile (2003)
- Al corazón (1995)
- Superagentes y titanes (1983)
- Las aventuras de los Parchís (1982)
- La magia de Los Parchís (1982)
- Los Parchís contra el inventor invisible (1981)
- Tiro al aire (1980)
- El poder de las tinieblas (1979)
- Los superagentes y el tesoro maldito (1978)
- Los superagentes biónicos (1977)
- Un mundo de amor (1975)
- Los golpes bajos (1974)
- ¡Hola Señor León! (1973)
- Y que patatín...y que patatán (1971)

Guionista
- La fiesta de todos (1979)
- Sentimental (Requiem para un amigo) (1981)

## Televisió
- Visita (2001)
- Libre-Mente (1999)